# Última Ceia (Grão Vasco)
A Última Ceia é um tríptico de pinturas a óleo sobre madeira realizado em 1535 pelo pintor português do renascimento Vasco Fernandes (c. 1475-1542) e que está presentemente no Museu Grão Vasco, em Viseu.
A obra decorava a Capela de Santa Marta do antigo Paço Episcopal de Fontelo, de onde transitou para o Museu Grão Vasco.
A pintura representa o episódio bíblico da Última Ceia, tema que foi tratado por muitos célebres artistas, tendo, em abril de 2016, sido seleccionada como uma das dez mais importantes obras artísticas de Portugal pelo projeto Europeana.

## Descrição
A importância desta pintura assenta na complexidade das referências iconográficas e na solução conseguida de uma única cena contínua apesar da forma tripartida do conjunto. No painel central, as figuras correspondem à representação da Última Ceia. Jesus Cristo segura o cálice eucarístico tendo junto a si São Pedro, São João e dois outros apóstolos. No painel da direita (para o observador), sete apóstolos estão sentados à mesa, que é o prolongamento em L da mesa do painel central, comungando a hóstia eucarística recebida de Jesus. No painel da esquerda, Judas aparece de pé e sem o halo de santidade, apresentando a simbologia habitual da traição (o saco de moedas e o traje amarelo) e completando à parte o grupo de apóstolos.
As cenas que surgem neste painel da esquerda, à excepção de Judas e do pequeno cão, sendo este um símbolo de fidelidade por oposição à traição daquele, não têm lugar na representação habitual do tema. O episódio do Lava-pés é evocado através da presença da bacia com água em primeiro plano, e as duas figuras femininas que se aproximam de Cristo, uma das quais segura a boceta com o perfume de nardo, atributo de Santa Madalena (que tem o halo de santidade, talvez em substituição do de Judas, assim se completando doze discípulos), poderão também associar-se ao Cupido, numa provável alusão à dicotomia entre Amor sacro e amor profano.
Para adensar a narrativa, e também para conferir unidade ao conjunto, representa-se um muro contínuo em toda a extensão dos três painéis. Na painel central, circulam em segundo plano outras personagens, uma das quais transporta para a mesa da ceia o cordeiro pascal, de acordo com a celebração judaica. Os elementos que figuram sobre a mesa, as ervas amargas e o pão ázimo ou sem fermento, poderão ser entendidos como uma alusão ao tema do Êxodo do Egipto. Finalmente, os dois painéis laterais têm em fundo restantes cenas que evocam já os subsequentes episódios da Paixão, como sejam a Prisão e o Julgamento de Cristo.

Jesus na casa de Marta e Maria (c. 1535-40), de autoria disputada, atualmente no Museu Grão Vasco, em Viseu.

## Apreciação
Para Maria João Vilhena, "Apesar dos desgastes e dos repintes antigos que lhe desvirtuam valores, identificam-se nesta pintura as características do processo de Vasco Fernandes - no modo como descentra os núcleos formais e os ordena em planos sucessivos, sempre unificados pela distribuição rítmica da luz; no rigor que coloca na expressão volumétrica e na plasticidade da forma; na densidade expressiva dos rostos ou no preciosismo com que representa os pormenores de escala mais ínfima".
Já para Dagoberto Markl, esta Última Ceia de Vasco Fernandes, obra da sua terceira época artística (1520-1535), é de inspiração germânica, de iconografia invulgar, incluindo numa única representação as três refeições sagradas de que nos fala o Novo Testamento - Jesus na casa de Marta e Maria (pintada por Vasco Fernandes, conforme imagem ao lado), Ceia em Casa de Simeão e a Última Ceia.

## Ligação externa
- Página oficial do Museu Nacional Grão Vasco na página da Direção Geral do Património Cultural